# Frederic (groupe)
Pour les articles homonymes, voir Frederic.
Frederic (フレデリック) est un groupe japonais formé à Kobe en 2009. 
Signé chez A-Sketch Music Label, il a sorti 4 EPs et plusieurs singles en 2015. En 2015, il a gagné le Kansai block local Award au 7e CD Shop Awards pour son album Oddloop. Cet album sorti le 24 septembre 2014 est leur premier dans une Major.

## Membres
Frederic se compose de :
- Kenji Mihara (三原健司, Mihara Kenji?) – Chant, guitare (1990 - ...)
- Kōji Mihara (三原康司, Mihara Kōji?) – Guitare basse, chœurs (1990 - ...)
- Ryūji Akagashira (赤頭隆児, Akagashira Ryūji?) – Guitare (1989 - ...)
- Takeru Takahashi (高橋武, Takahashi Takeru?) - Batterie (1989 - ...)

Kenji et Koji sont frères jumeaux. Ils sont tous les deux diplômés de la même école professionnelle, ESP Osaka.

## Discographie

### Albums
| Titre                                    | Détails de l'album                                                                        | Positions de pointe |
| Titre                                    | Détails de l'album                                                                        | JPN                 |
| ---------------------------------------- | ----------------------------------------------------------------------------------------- | ------------------- |
| Frederhythm (フレデリズム, Furederizumu) | - Sortie: 19 octobre 2016 (JPN) - Label: A-Sketch - Formats: CD, téléchargement numérique | 7                   |
| Togenkyo                                 | - Sortie: 18 octobre 2017 - Label: A-Sketch - Formats: CD, téléchargement numérique       | 10                  |
| Hyohyo to Emotion (飄々とエモーション)   | - Sortie: 7 juillet 2018 - Label: A-Sketch - Formats: CD, téléchargement numérique        | 7                   |
| Frederhythm2 (フレデリズム2)             | - Sortie: 20 février 2019 - Label: A-Sketch - Formats: CD, téléchargement numérique       | 8                   |

### Extended Plays (EP)
| Titre | Détails de l'album                                                                             | Positions de pointe |
| Titre | Détails de l'album                                                                             | JPN                 |
| --- | ---------------------------------------------------------------------------------------------- | ------------------- |
| Shinda Sakana no Youna Me o Shita Sakana no Youna Ikikata wa Shinai (死んだサカナのような眼をしたサカナのような生き方はしない) | - Sortie: 12 décembre 2011 (JPN) - Label : Auto-publié * - Formats : CD                        | -                   |
| Uchū ni Muchū (うちゅうにむちゅう)                                                                                             | - Sortie: 12 mars 2014 (JPN) - Label : Mash A&R - Formats : CD, téléchargement numérique       | 89                  |
| oddloop | - Sortie : 24 septembre 2014 (JPN) - Label : A-Sketch - Formats : CD, téléchargement numérique | 73                  |
| NUIT OWARASE | - Sortie : 6 mai 2015 (JPN) - Label : A-Sketch - Formats : CD, téléchargement numérique        | 16                  |
| Ototune | - Sortie : 25 novembre 2015 (JPN) - Label : A-Sketch - Formats : CD, téléchargement numérique  | 46                  |
| Vision | - Sortie : 9 octobre 2019 (JPN) - Label : A-Sketch - Formats : CD, téléchargement numérique    | 13                  |
| * live. Vente limitée de salles en direct                                                                                      |                                                                                                |                     |

### Single
| Titre                                                                           | Détails du single                                                                             | Positions de pointe |
| Titre                                                                           | Détails du single                                                                             | JPN                 |
| ------------------------------------------------------------------------------- | --------------------------------------------------------------------------------------------- | ------------------- |
| Hitsuji no Uta (Frederic single) (Hitsuji no Uta, ヒツジのうた)                 | - Sortie: Inconnu - Label: Inconnu - Formats: CD                                              | -                   |
| Shimauma/Metro (シマウマ/メトロ)                                                | - Sortie : 19 septembre 2009 (JPN) - Label : Auto-publié - Formats : Téléchargement numérique | -                   |
| Sukima ni Haireba Kowakunai (スキマに入れば怖くない)                            | - Sortie: 17 novembre 2010 (JPN) - Label: E-Development Records - Formats: CD                 | -                   |
| Mushakusha Shite Yatta (むしゃくしゃしてやった)                                 | - Sortie: 6 avril 2013 (JPN) - Label: Auto-publié * - Formats: CD                             | -                   |
| Kōkai wa Shiteinai (後悔はしていない)                                           | - Sortie: 6 juillet 2013 (JPN) - Label: Auto-publié * - Formats: CD                           | -                   |
| SPAM Seikatsu/Puroresu Gokko no Hula Hoop (SPAM生活/プロレスごっこのフラフープ) | - Sortie: 14 août 2013 (JPN) - Label: Inconnu - Formats: LP                                   | -                   |
| Odoru Sweater (踊るセーター)                                                    | - Sortie: 23 février 2014 (JPN) - Label: Auto-publié * - Formats: CD                          | -                   |
| oddloop ep                                                                      | - Sortie: 24 septembre 2014 (JPN) - Label: HMV Record Shop - Formats: LP                      | -                   |
| Only Wonder (オンリーワンダ, Onrī Wanda)                                        | - Sortie: 15 mai 2016 (JPN) - Label: A-Sketch - Formats: CD, téléchargement numérique         | 16                  |
| Kanashii Ureshii (かなしいうれしい)                                             | - Sortie: 16 août 2017 - Label: A-Sketch - Formats: CD, téléchargement numérique              | 14                  |
| * live2. Vente limitée de salles en direct                                      |                                                                                               |                     |